# Gud vare tack och ära
Gud vare tack och ära är en gammal tysk psalm i nio verser av Gottfried Wilhelm Sacer från 1639, Gott dir sei Dank gegeben, översatt av Jesper Swedberg 1694 eller Olof Smareus, och senare bearbetad av Johan Olof Wallin 1816 till sex verser. Sacers psalm är baserad på Philipp Melanchtons psalm Dicimus grates tibi, summe rerum, tryckt 1543 i De Angelis Duo Hymni.
Psalmen börjar 1695 med orden:
Gudh ware tack och ähra
För helga Änglars wacht
Melanchtons psalm har även översatts till tyska av Paul Eber, omkring 1554, med titeln Herr Gott, Dich loben alle wir och denna översättning är mer spridd än Sacers. Ebers psalm har ett annat versmått (8.8.8.8) än Sacers översättning (7.6.7.6.7.6.7.6) och Melanchthons original (11.11.11.5). Det finns även en tredje version Wir danken Dir, o Herr der Welt med versmåttet (8.8.8.8) som förmodligen är en senare bearbetning av Ebers översättning.
Melodin används också för psalm nummer 80 Hwad är det, kärleks-hjerta i Sions Sånger 1810.

## Publicerad som
- Nr 196 i 1695 års psalmbok under rubriken "Uppå S. Michaelis Dagh - Om de heliga englar".
- Nr 36 i 1819 års psalmbok under rubriken "De förnämsta skapade varelserna: Änglarna".
- Nr 217 i Svensk Söndagsskolsångbok 1908 under rubrikern "Änglavård".
- Nr 359 i Svenska Missionsförbundets sångbok 1920 under rubrikern "Änglavård".
- Nr 143 i 1937 års psalmbok under rubriken "Den helige Mikaels dag".
- Nr 123 i Finlandssvenska psalmboken 1986 med titelraden "Med tacksamhet jag prisar", under rubriken "Mikaelidagen".
- Nr 718 i Den svenska psalmboken på finska, tillägget, med finsk och svensk text. Den svenska texten enligt finlandssvenska psalmboken.